# Дмитрово (сельское поселение Итомля)
Дмитрово — деревня в Ржевском районе Тверской области. Относится к сельскому поселению «Итомля», до 2005 года была административным центром Дмитровского сельского округа.
Деревня находится в 53 километрах к северу от города Ржева.

## История
Каменная однопрестольная церковь Ильи Пророка на погосте Ильи Горы близ деревни была построена в 1869 году на средства прихожан и местного помещика Дмитрия Степановича Путятина вместо старой деревянной церкви. После постройки каменной церкви старая деревянная была перестроена и освящена как Богоявленская. 
В середине XIX века деревня вместе с погостом входила в состав Холнинской волости Ржевского уезда Тверской губернии. В 1859 году в Дмитрове насчитывалось 10 дворов и 84 жителя, в 1883 году было уже 22 двора и 102 жителя, промышлявших плотниками и пастухами.
Согласно переписи 1920 года в деревне было 24 двора и 113 жителей. 
В 1921 году Дмитрово стало центром Ильигорской волости, а в 1925 году — Дмитровского сельсовета Гриминской волости Ржевского уезда.
С декабря 1966 года деревня стала центром Ильинского сельсовета, а с ноября 1979 года — Дмитровского сельсовета Ржевского района. В современной России Дмитрово было центром Дмитровского сельского округа, в 1997 году в нём насчитывалось 63 хозяйства со 165 жителями.

## Население
| 1859 | 1883 | 1920 | 1997 | 2002 | 2008 | 2010 |
| ---- | ---- | ---- | ---- | ---- | ---- | ---- |
| 84   | ↗102 | ↗113 | ↗165 | ↘153 | ↘149 | ↘78  |

## Инфраструктура
В 1997 году в деревне находились правление сельскохозяйственного общества «Ильигоры», ремонтные мастерские, две животноводческие фермы, лесопилорама, Ильигорская начальная школа (закрыта в 2011 году), детский сад, дом культуры, библиотека, акушерский пункт, отделение связи, магазин.

## Достопримечательности
Руины церкви Илии Пророка 1869 года постройки.